# ロシア5人組

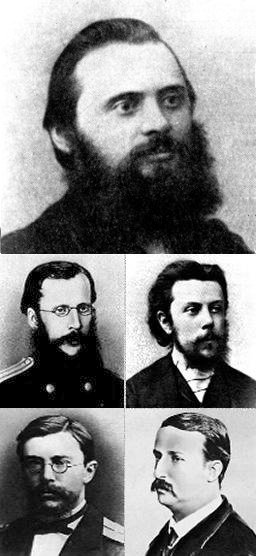
ロシア5人組

ロシア5人組（ロシアごにんぐみ）は、ミリイ・バラキレフを中心として19世紀後半のロシアで民族主義的な芸術音楽の創造を志向した作曲家集団のこと。次の5人からなる。
- ミリイ・バラキレフ（1837年 - 1910年）
- ツェーザリ・キュイ（1835年 - 1918年）
- モデスト・ムソルグスキー（1839年 - 1881年）
- アレクサンドル・ボロディン（1833年 - 1887年）
- ニコライ・リムスキー＝コルサコフ（1844年 - 1908年）

1860年代において、指導者にあたるバラキレフはピアノの名手として知られた音楽家だったが、残りの4人はアマチュアだった。
ロシア5人組は、ロシア語ではМогу́чая ку́чка（マグーチャヤ・クーチカ）という。直訳すると「強力な集団」ぐらいの意味であるが、「クーチカ」には二義的に、「集まり」「重なり」の意味もある。1867年に芸術評論家のウラディーミル・スターソフによってこのように命名され、5人の共通理念は、反西欧・反プロフェッショナリズム・反アカデミズムを標榜することと定義された。
上記の1867年のスターソフの文章の時点では、「クーチカ」はバラキレフをリーダーとする一団を指し、必ずしも5人とは限らなかった。バラキレフと関係する他の作曲家、たとえばA.グッサコフスキーやN.ロディジェンスキーらも含まれていただろう。「5人」であることを明言したのは、バラキレフがチャイコフスキーに『ロメオとジュリエット』を讃える手紙（1870年）の中で、スターソフが「5人でなく6人になった」と言った、と書かれている。しかしチャイコフスキーは常に5人組とは距離を置いていた。

## 推移
5人組の発端は1856年の、バラキレフとキュイの出会いにさかのぼる。翌1857年にムソルグスキーが参加し、1861年にリムスキー＝コルサコフが、1862年にボロディンが参加した。5人組に先立って、グリンカとダルゴムイシスキーが民族的な性格をもった音楽の創造に立ち向かい、ロシア的な題材によって歌劇を作曲していたが、5人組はそのような音楽を発展させることに初めて集中した作曲家であった。
バラキレフのグループの初期の主張に影響を与えた人物にはアレクサンドル・セローフがいる。1856年にダルゴムイシスキーのオペラ『ルサルカ』が初演されると、この作品においてプーシキンのテクストと音楽が緊密な関係を保っていることを指摘し、好意的な批評をした。また、アントン・ルビンシテインがロシア音楽協会やサンクトペテルブルク音楽院を設立すると、それに対抗する無料音楽学校の設立を推進した。
セローフよりもさらに影響があったのは「クーチカ」の名付け親であるスターソフである。スターソフは当時のロシアの芸術全般が西洋にくらべてあまりにも貧しい状況を変えようと試み、ロシア人の生活を忠実に描写する写実主義を提唱した。音楽では標題音楽を重視した。また、ドイツ人が考案したものである音楽理論やアカデミーの権威を拒絶した。教会旋法がロシアの民謡に見られることに注目し、ロシアの民話を題材にすることにも興味を持った。ロシア文化はアジアに根源があると考え、オリエンタリズムにも関心を持った。スターソフは5人組の具体的な作曲の題材をもしばしば提供した。
スターソフはもとセローフの親友だったが、1850年代末にセローフと仲違いし、5人組はスターソフの側についた。5人組はスターソフをいわば芸術顧問として、またダルゴムイシスキーを精神的長老として仰いだ。
実際にはこの5人はスターソフが言うほど固い結束を持っていたことはない。バラキレフはピアノの名手で専業の音楽家だったが、自分で作曲するよりも他人に作曲させて自分は指導者になることを好んだ。ムソルグスキーがバラキレフに会った時はまだ19歳で、バラキレフに音楽理論を学んだ。きわめて独創的で、また5人組のイデオロギーにもっとも忠実だった。ボロディンがバラキレフに会った時には29歳で、アマチュアとして多くの室内楽の作曲経験があり、すでに強い個性を持つ音楽家であった。5人組に加わってからは交響曲や弦楽四重奏曲の作曲で活躍した。キュイは早くからオペラの作曲を試みたが、その音楽は叙情性にあふれるがロシア的ではなく、伝統的な語法にこだわって没個性的だった。最年少のリムスキー＝コルサコフは、バラキレフの指導とシューマンなどの影響を受けた交響曲第1番をスターソフが激賞したことにより有名になり、交響詩『サトコ』や『アンタール』で優れた管弦楽法や半音階的な独自の語法を評価された。
1870年前後には、キュイの『ウィリアム・ラトクリフ』、ボロディンの交響曲第1番、ムソルグスキーの『ボリス・ゴドゥノフ』、リムスキー＝コルサコフの『プスコフの娘』が上演され、5人組の活動は最高潮に達した。
しかしその後はグループは実質的に消滅する。中心人物であるバラキレフは作曲や指揮の活動を長期にわたって止めてしまい、他のメンバーに影響を与えた交響詩『タマーラ』をはじめ、曲の多くは完成までに非常に長い時間を要した。キュイは1875年に『アンジェーロ』を発表するが、その後はオペラの作曲を止めてサロン向けの小品しか書かなくなる（ただし手を引いたのは大規模オペラであり、その後も小規模なオペラは作り続けた）。ムソルグスキーは『ホヴァーンシチナ』と『ソローチンツィの市』をいずれも未完成のまま1881年に没し、ボロディンは本職が多忙のために作曲が思うにまかせず、1887年に『イーゴリ公』を未完成のまま没する。
残るリムスキー＝コルサコフは1871年にペテルブルク音楽院の教授に就任してから独自の道を進んだ。5人組に欠けていたアカデミックな訓練を自らに課し、1880年代に入るとベリャーエフの支援のもとにリャードフやグラズノフらの門人らと独自の学派を形成したが（ベリャーエフ・サークル）、その方向性はアカデミズムに反対した5人組とははっきりと異なるものになっていた。
リムスキー＝コルサコフの楽派は弟子たちによってロシア革命以降のソ連の音楽にも強い影響を与えた。またリムスキー＝コルサコフが、ボロディンやムソルグスキーの未完成作品の校訂・補筆にたずさわっていたことから、主要なペテルブルク系の作曲家はこの2人からも影響を受けている。
ロシア5人組の影響は国外にも及び、ドビュッシーはムソルグスキーを、ラヴェルとフローラン・シュミットはバラキレフを熱愛した。レスピーギはロシアでリムスキー＝コルサコフに直接師事している。コクトーを精神的指導者とする「フランス六人組 Les Six 」は、当集団をもじって命名された。

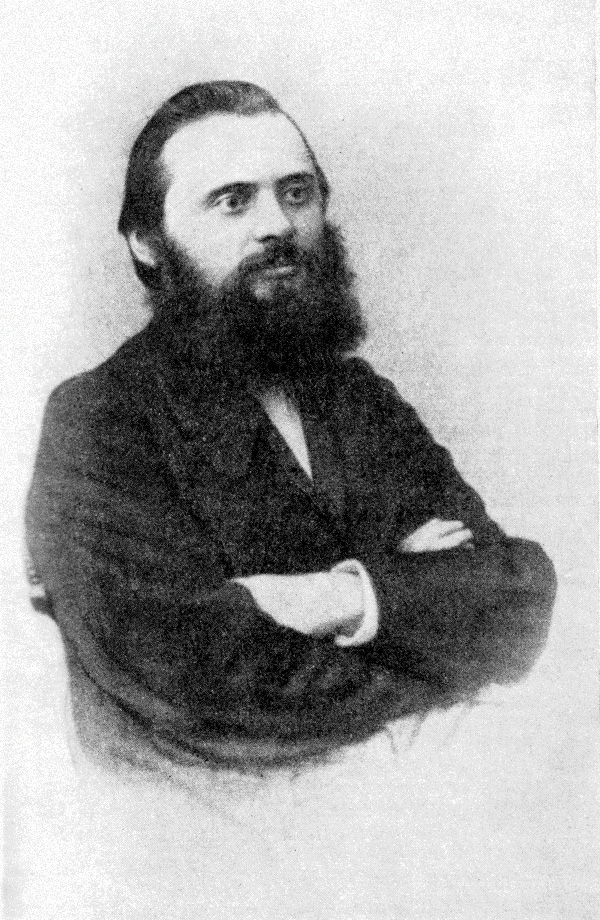
バラキレフ
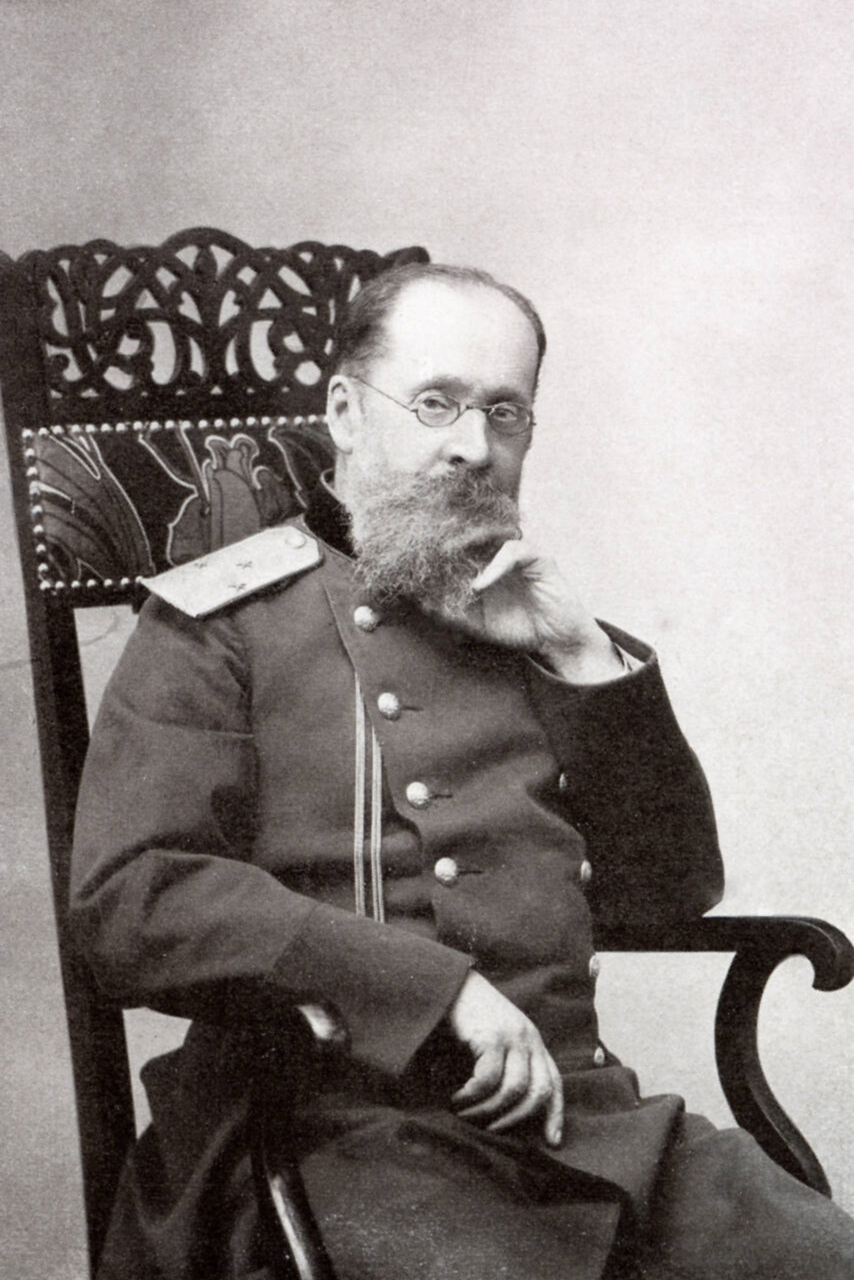
キュイ
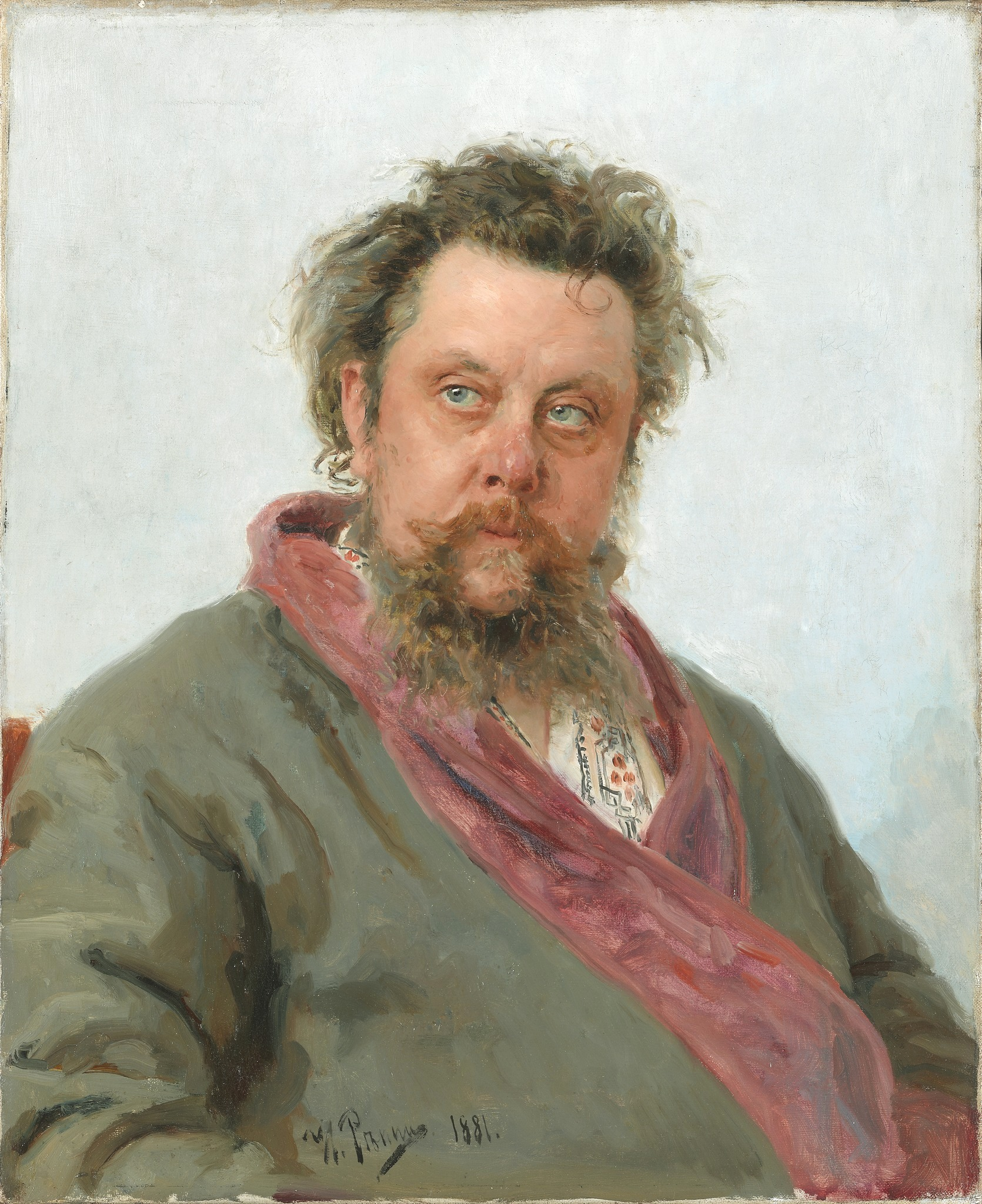
ムソルグスキー
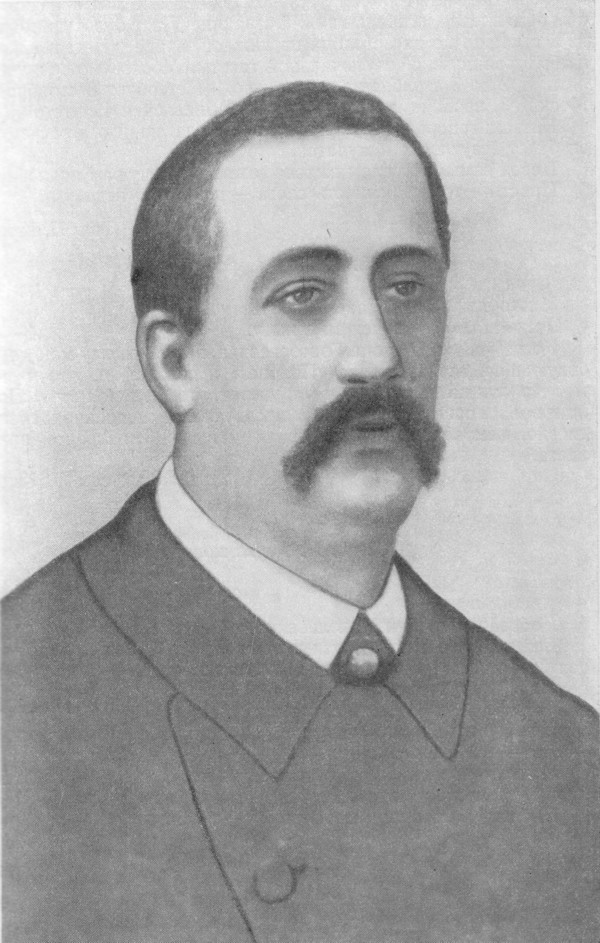
ボロディン
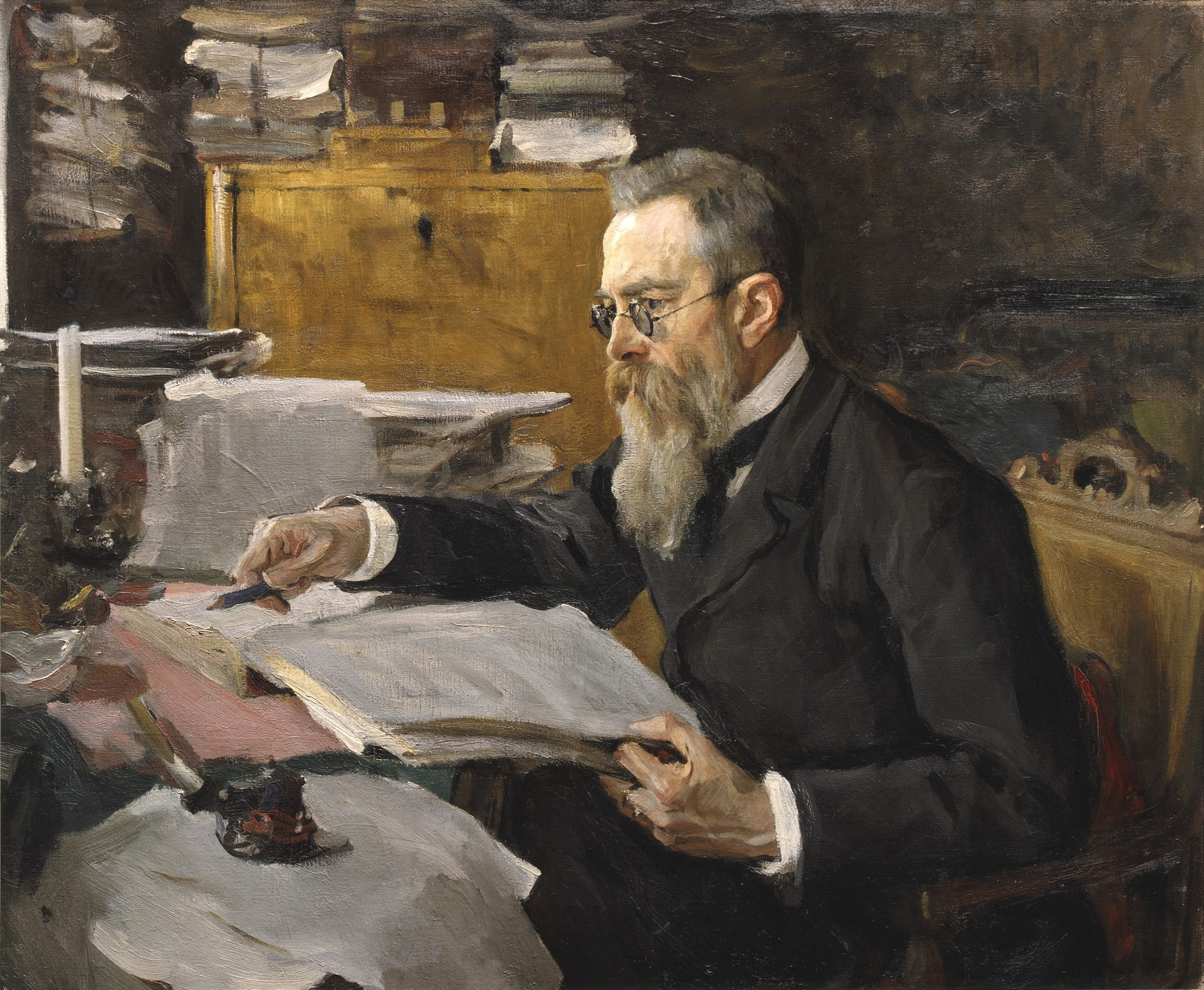
リムスキー＝コルサコフ